# Estrées-Saint-Denis
Estrées-Saint-Denis è un comune francese di 3 747 abitanti situato nel dipartimento dell'Oise della regione dell'Alta Francia.

## Società

### Evoluzione demografica
Abitanti censiti